# Manoel José Dias
Manoel José Dias, mais conhecido como Manoelzinho (Montes Claros, 25 de janeiro de 1940 — Montes Claros, maio de 2004) foi um futebolista brasileiro que atuou como meia. Um dos jogadores com média de gols mais alta da história do Corinthians, Manoelzinho brilhou também vestindo a camisa do Flamengo nos anos 50.

## Carreira
Manoelzinho começou sua carreira futebolística nas categorias de base do Ateneu, da cidade de Montes Claros, sua cidade natal.

### Flamengo
Transferiu-se para o Flamengo em 57, após se destacar em um amistoso por um time formado por jogadores da cidade de Ateneu e Cassimiro contra o Flamengo O treinador Fleitas Solich gostou de sua participação neste jogo, e o chamou ara integrar o Flamengo.
Em 1958, Manoelzinho vestia a camisa do Flamengo quando disputou um amistoso contra a Seleção Brasileira, antes do embarque para a Copa da Suécia. O Mengão derrotou o Brasil por 1–0, com gol de Manoelzinho, que à época fazia parte da categoria júnior do time da Gávea. Vestindo a camisa do clube carioca, ele chegou à seleção brasileira juvenil.
Defendeu o Flamengo em 47 jogos (35 vitórias, oito empates, quatro derrotas) e marcou 32 gols.

### Corinthians
Em 1961, foi contratado pelo Corinthians. Jogando pelo clube, ele fez parte da equipe corintiana que ganhou o apelido de "Faz-me rir?", alcunha que ganhou após perder sete das 11 primeiras partidas do Paulistão de 61.
Ao todo, Manoelzinho disputou 110 jogos pelo Timão e marcou 54 gols.

### Bangu
No segundo semestre de 1965, Manoelzinho foi negociado com o Bangu Atlético Clube (RJ).
Conforme registros do site “bangu.net”, Manoelzinho defendeu o clube em apenas 10 jogos; com 5 vitórias, 2 empates, 3 derrotas e 4 gols.

### Seleção Brasileira
Durante o período que era jogador do Flamengo, Manoelzinho defendeu a Seleção Brasileira no Torneio Pré-Olímpico Sul-Americano Sub-23 de 1960, onde fez duas partidas, e marcou 3 gols.
Jogos Pela Seleção
| # | Data                   | Local                                       | Partida             | Gols | Competição                                        | Ref |
| - | ---------------------- | ------------------------------------------- | ------------------- | ---- | ------------------------------------------------- | --- |
| 1 | 20 de dezembro de 1959 | Estádio El Campín, Bogotá, Colombia         | Colômbia 2–0 Brasil |      | Torneio Pré-Olímpico Sul-Americano Sub-23 de 1960 |     |
| 2 | 27 de dezembro de 1959 | Estádio do Maracanã, Rio de Janeiro, Brasil | Brasil 7–1 Colômbia | 3    | Torneio Pré-Olímpico Sul-Americano Sub-23 de 1960 |     |

## Honrarias
- Ainda em vida, recebeu a comenda de atleta exemplar do Século XX de Montes Claros, dado pela Câmara Municipal da cidade.

## Morte
Um coágulo no cérebro, descoberto após um desmaio em 2003, o fez perder a memória e morrer no final do mês de maio de 2004.

## Títulos
Flamengo
- Torneio Internacional de Israel: 1958
- Torneio Início do Campeonato Carioca: 1959
- Torneio Hexagonal do Peru: 1959
- Torneio Rio-São Paulo: 1961
- Torneio Octogonal Sul-Americano: 1961